# The Dark Mod
The Dark Mod — бесплатная компьютерная игра в жанре стелс от первого лица, созданная по мотивам серии Thief от Looking Glass Studios. У игры открыт исходный код, и она предоставляет весь базовый функционал и инструменты (движок, ресурсы, модели и редактор) для создания собственных миссий. Фанаты выпустили уже более 160 миссий, в том числе и несколько кампаний, состоящих из нескольких миссий.
Первая версия The Dark Mod впервые вышла в 2009 году, это был мод для игры Doom 3.
В октябре 2013 года была выпущена версия TDM 2.0 уже как самостоятельная игра на основе открытого игрового движка id Tech 4.

## Игровой мир
Действие The Dark Mod происходит в готическом стимпанк-мире. В нём переплетаются элементы фэнтези, позднего средневековья, викторианской эпохи и промышленной революции.
Хотя выбранный сеттинг очень схож с оригинальной серией Thief, мод не использует никакой интеллектуальной собственности оригинальной игры. 
Игрок управляет персонажем — профессиональным вором, который живет в мрачном и враждебном мире. Ему приходится использовать своё снаряжение и окружающую среду, чтобы избегать охранников, ловушек, враждебных существ или других угроз.
Снаряжение включает в себя дубинку, водяные стрелы, святую воду, световые бомбы, мины и многое другое. Поскольку боец из вора слабый, ему нужно красться и прятаться в темноте, стараясь избегать боя.
Сюжет и цели миссии задаёт автор фанатской миссии или кампании.  

## Разработка
Изначально Dark Mod был выпущен как полная конверсия игры Doom 3, но с выходом версии 2.0 он стал полностью автономным на игровом движке id Tech 4. Исходный код игры находится под лицензией GNU General Public License 3, а все остальные непрограммные компоненты — под лицензией Creative Commons BY-NC-SA. 
Мод с самого начала разрабатывался как конструктор. Он включает в себя модели, звуки, искусственный интеллект противников, изображения, инструменты и специализированный редактор, позволяющий пользователям создавать собственные миссии.
Разработка началась в 2004 году, а первая бета-версия была выпущена в 2008 году вместе с первой миссией.
В октябре 2009 года была выпущена версия 1.0.
В октябре 2013 года версия 2.0 была выпущена как отдельная игра, включающая две миссии, созданные командой разработчиков. Текущая версия — v 2.11, и содержит более 160 миссий, созданных фанатами.
Dark Mod 2.06 переведен на кодовую базу dhewm3 - форка игрового движка id Tech 4, который был портирован на 64-битную версию, а также поддерживает библиотеки SDL, OpenAL и другое. Теперь в The Dark Mod можно играть в родной 64-битной сборке Linux без каких-либо 32-битных библиотек.
Исходный код игры распространяется под GNU General Public License 3 и пересмотренной лицензией BSD. Дополнительные библиотеки программного обеспечения выпускаются под различными лицензиями. Миссии являются собственностью их авторов. Многие непрограммные компоненты выпускаются под лицензией Creative Commons BY-NC-SA.

## История разработки
| Ветка | Дата выпуска | Нововведения |
| ----- | ------------ | --- |
| 2.06  | 2018-05-27   | - Мягкие тени. - Оптимизация симметричной многопроцессорной обработки (SMP). - EFX Audio (замена проприетарного EAX). - Поддержка видео FFmpeg. - Прокрутка меню и возможность масштабировать интерфейс. - Модернизированные вызовы OpenGL, шейдеры GLSL и поддержка объектов кадрового буфера. |
| 2.07  | 2019-02-02   | Начиная с версии 2.07, мягкие тени доступны в двух вариантах: - Размытые теневые объёмы с алгоритмом размытия, аналогичным PCSS. - Отображение теней с настоящим размытием PCSS. - HRTF- аудио. - AVX- оптимизации. |
| 2.08  | 2020-07-01   | - Постоянное сопоставление буферных объектов. - Шейдеры материалов поддерживают GLSL. - Окружающее затенение в экранном пространстве (SSAO). - 64-битный цветной FBO. - Равномерные преобразования. - Поддержка кубических карт c корректным параллаксом (начальная версия). - Основное соответствие GLSL 3.1. |
| 2.09  | 2021-02-14   | - Работы по оптимизации, направленные на снижение нагрузки процессора при рендериге. - Новый бекенд OpenGL 3.3, использующий несвязные структуры, многократную отрисовку и UBO-стриминг. - Новый фильтр резкости, улучшающий внешний вид структур TDM. - Новые опции и настройки погодных эффектов (дождь и снег). - Новая система автоматизации позволяет картографам подключать TDM к Darkradiant и видеть предварительные просмотры своих карт в реальном времени.                                                                                              |
| 2.10  | 2022-02-28   | - Параллельная загрузка текстур. - Максимальное количество сущностей увеличено до более чем 65 К. (практически неограниченно). - Поддержка Х-ray рендеринга OpenGL. - Управление окнами GLFW. - поддержка glTexStorage. - Загрузка текстур PNG. - Улучшен интерфейс управления миссиями. - Хэш-таблица. - Объёмное освещение (божественные лучи). - Загрузка и рендеринг с предварительным сжатием RGTC \ BC5. |
| 2.11  | 2023-02-05   | - В основном исправление и улучшение ранее добавленных технологий. - Улучшен алгоритм размытия света. - Некоторые геймплейные улучшения. |
| 2.12  | 2024-03-03   | - Основное внимание было уделено улучшению обработки света и теней. - Внесены изменения в управление главным героем, игровыми настройками. - Добавлены субтитры ко всем диалогам ИИ. - Добавлены автоматические турели, которые можно комбинировать с видеокамерами. - В игровом меню появились опции поворота головы и взмахов плащом. - Различные исправления и багфиксы основного кода. |
| 2.13  | 2025-03-24   | - Основным направлением разработки этой версии было улучшение того, как ИИ видит тела, добычу и другие неигровые объекты. - Реализована функция Parallax Map. - Исправления в работе звука. - Исправлена визуализация объемного света и частиц в рентгеновских лучах и зеркалах. - Значительно улучшен визуальный вид шрифта субтитров. - Добавлены новые библиотеки текстур, исправлены некоторые старые текстуры в наборах моделей. - Различные исправления основного кода, удалены устаревшие и уже неподдерживаемые фрагменты для процедуры useNewRenderPasses |

## Критика
Dark Mod был рассмотрен рядом крупных игровых журналов, веб-сайтов и блогов. Например, голландский журнал PC Game Play, блог Kotaku, британский журнал PC Gamer, немецкие журналы PC Games и GameStar,, а также британский игровой сайт Rock, Paper, Shotgun.
После перехода в автономный режим проект получил дополнительное существенное освещение от Destructoid и Joystiq.
Dark Mod получил награду «Игра года» по версии PC Gamer UK (категория «Моды») в 2013 году и был распространён на нескольких DVD-дисках с обложками журналов.
В 2014 году The Dark Mod был включён PC Gamer в «Десять лучших фанатских модификаций классических игр, в которые можно играть бесплатно прямо сейчас».
В 2016 году The Dark Mod заняла второе место в списке «50 лучших бесплатных игр для ПК» по версии PC Gamer.